# La ragazza con i capelli strani
La ragazza con i capelli strani (Girl with Curious Hair) è una raccolta di racconti di David Foster Wallace pubblicata nel 1989, tradotta in Italia anche con il titolo La ragazza dai capelli strani.

## Temi
Scritta da Wallace quando aveva 27 anni, La ragazza con i capelli strani viene considerato una sorta di manifesto poetico e stilistico dell'autore, in cui affiorano tutti i temi dominanti della sua opera successiva (le nevrosi, manie e ossessioni della società capitalistica americana, la controcultura pop-punk, la televisione del David Letterman Show, la solitudine, l'alienazione) raccontati in una prosa gelida ma allo stesso tempo iperbolica e ambigua. Alcuni racconti contenuti nel volume, in particolare La ragazza dai capelli strani e Lyndon, sono da molti giudicati come classici della letteratura postmoderna americana.

## I racconti
Nell'edizione americana, il volume è composto da dieci racconti; in Italia, l'ultimo racconto Verso Occidente l'impero dirige il suo corso (Westward the empire takes its way) è stato pubblicato dalla minimum fax come romanzo breve a sé stante.

### Piccoli animali senza espressione (Little expressionless animals)
Racconto che apre la raccolta, narra di una ragazza lesbica che partecipa al noto quiz americano Jeopardy! negli anni '80, conseguendo la più lunga striscia di vittorie del programma. Nel frattempo, ha una relazione con una delle autrici del quiz. Più in generale, è una riflessione sul ruolo della tv nella società statunitense.

### Per fortuna il funzionario commerciale sapeva fare il massaggio cardiaco (Luckily the Account Representative Knew CPR)
Racconto del salvataggio di un amministratore esecutivo colpito da infarto effettuato da un funzionario commerciale nel solitario parcheggio sotterraneo della sede della loro compagnia.

### La ragazza dai capelli strani (Girl with curious hair)
Un giovane avvocato repubblicano racconta in prima persona la sua amicizia con un gruppo di punk losangelini, soffermandosi soprattutto su una serata da loro trascorsa a un concerto di Keith Jarrett e abbondando in dettagli sulle sue tendenze sadiche.

### Lyndon (Lyndon)
Si racconta la carriera politica di Lyndon Johnson, presidente degli Stati Uniti tra il 1963 e il 1969, dal punto di vista di un suo stretto collaboratore omosessuale.

### John Billy (John Billy)
Viene raccontata la storia di Chuck Nunn Junior e della sua vendetta nei confronti del possessore di un ranch rivale in Oklahoma.

### Da una parte e dell'altra (Here and there)
Un ragazzo e una ragazza forniscono la loro versione sulla loro storia d'amore.

### La mia apparizione (My appearance)
Un'attrice è ospite del Late Night with David Letterman, dopo che suo marito, produttore televisivo, l'aveva addestrata per questo.

### Dire mai (Say never)
In un circolo di ebrei a Chicago, un uomo confessa il suo adulterio.

### È tutto verde (Everything is green)
È il racconto più breve della raccolta: un uomo e una donna discutono del loro matrimonio in chiave intimista.

## Edizioni
- (EN) David Foster Wallace, 1ª ed., W. W. Norton & Company, 1989, ISBN 0-349-11102-2.
- David Foster Wallace, La ragazza con i capelli strani, traduzione di Francesco Piccolo, postfazione di Mattia Carratello, ET n. 565, Torino, Einaudi, 1998, ISBN 88-06-15000-6.
- David Foster Wallace, La ragazza dai capelli strani, traduzione di Martina Testa, prefazione di Zadie Smith, Sotterranei n. 63, Roma, Minimum fax, 2003, ISBN 978-88-7521-191-2.
- David Foster Wallace, La ragazza dai capelli strani, traduzione e prefazione di Martina Testa, I quindici n. 2, Roma, Minimum fax, 2008, ISBN 88-87765-92-8.